# US Open 1989
Die 109. US Open 1989 fanden vom 28. August bis zum 10. September 1989 im USTA Billie Jean King National Tennis Center im Flushing-Meadows-Park in New York statt.
Titelverteidiger im Einzel waren Mats Wilander bei den Herren sowie Steffi Graf bei den Damen. Im Herrendoppel waren dies Sergio Casal und Emilio Sánchez, im Damendoppel Gigi Fernández und Robin White, im Mixed Jana Novotná und Jim Pugh.
Im Herreneinzel siegte der Deutsche Boris Becker gegen den Tschechoslowaken Ivan Lendl, der bereits zum achten Mal in Serie im Finale dieses Turniers stand. Es sollte Lendls letzte Finalteilnahme bei den US Open sein. Bei den Damen konnte Steffi Graf ihren Titel verteidigen. Den Titel im Herrendoppel gewannen John McEnroe und Mark Woodforde, das Damendoppel gewannen Hana Mandlíková und Martina Navratilova. Robin White, die im Jahr zuvor den Titel im Damendoppel errungen hatte, triumphierte zusammen mit Shelby Cannon im Mixed.

## Herreneinzel
Sieger:  Boris Becker
Finalgegner:  Ivan Lendl
Endstand: 7:62, 1:6, 6:3, 7:64

### Setzliste
| Nr. | Spieler       | Erreichte Runde |
| --- | ------------- | --------------- |
| 01. | Ivan Lendl    | Finale          |
| 02. | Boris Becker  | Sieg            |
| 03. | Stefan Edberg | Achtelfinale    |
| 04. | John McEnroe  | 2. Runde        |
| 05. | Mats Wilander | 2. Runde        |
| 06. | Andre Agassi  | Halbfinale      |
| 07. | Michael Chang | Achtelfinale    |
| 08. | Brad Gilbert  | 1. Runde        |

| Nr. | Spieler            | Erreichte Runde |
| --- | ------------------ | --------------- |
| 09. | Tim Mayotte        | Viertelfinale   |
| 10. | Alberto Mancini    | Achtelfinale    |
| 11. | Jay Berger         | Viertelfinale   |
| 12. | Emilio Sánchez     | 3. Runde        |
| 13. | Jimmy Connors      | Viertelfinale   |
| 14. | Aaron Krickstein   | Halbfinale      |
| 15. | Carl-Uwe Steeb     | 3. Runde        |
| 16. | Andrei Tschesnokow | Achtelfinale    |

## Dameneinzel
Siegerin:  Steffi Graf
Finalgegnerin:  Martina Navratilova
Endstand: 3:6, 7:5, 6:1

### Setzliste
| Nr. | Spielerin               | Erreichte Runde |
| --- | ----------------------- | --------------- |
| 01. | Steffi Graf             | Sieg            |
| 02. | Martina Navratilova     | Finale          |
| 03. | Gabriela Sabatini       | Halbfinale      |
| 04. | Chris Evert             | Viertelfinale   |
| 05. | Zina Garrison           | Halbfinale      |
| 06. | Arantxa Sánchez Vicario | Viertelfinale   |
| 07. | Manuela Maleeva         | Viertelfinale   |
| 08. | Helena Suková           | Viertelfinale   |

| Nr. | Spielerin          | Erreichte Runde |
| --- | ------------------ | --------------- |
| 09. | Pam Shriver        | 1. Runde        |
| 10. | Mary Joe Fernández | 1. Runde        |
| 11. | Jana Novotná       | 2. Runde        |
| 12. | Monica Seles       | Achtelfinale    |
| 13. | Natallja Swerawa   | Achtelfinale    |
| 14. | Katerina Maleewa   | 2. Runde        |
| 15. | Conchita Martínez  | Achtelfinale    |
| 16. | Hana Mandlíková    | 3. Runde        |

## Herrendoppel
Sieger:  John McEnroe und  Mark Woodforde
Finalgegner:  Ken Flach und  Robert Seguso
Endstand: 6:4, 4:6, 6:3, 6:3

### Setzliste
| Nr. | Paarung                             | Erreichte Runde |
| --- | ----------------------------------- | --------------- |
| 01. | Rick Leach Jim Pugh                 | Viertelfinale   |
| 02. | John Fitzgerald Anders Järryd       | Halbfinale      |
| 03. | Jim Grabb Patrick McEnroe           | 2. Runde        |
| 04. | Ken Flach Robert Seguso             | Finale          |
| 05. | Sergio Casal Emilio Sánchez Vicario | 2. Runde        |
| 06. | Paul Annacone Christo van Rensburg  | Halbfinale      |
| 07. | John McEnroe Mark Woodforde         | Sieg            |
| 08. | Darren Cahill Mark Kratzmann        | Viertelfinale   |

| Nr. | Paarung                        | Erreichte Runde |
| --- | ------------------------------ | --------------- |
| 09. | Pieter Aldrich Danie Visser    | 2. Runde        |
| 10. | Scott Davis David Pate         | Achtelfinale    |
| 11. | Petr Korda Tomáš Šmíd          | Achtelfinale    |
| 12. | Jorge Lozano Todd Witsken      | 2. Runde        |
| 13. | Jim Courier Pete Sampras       | 1. Runde        |
| 14. | Neil Broad Laurie Warder       | 1. Runde        |
| 15. | Brad Drewett Wally Masur       | 2. Runde        |
| 16. | Ronnie Bathman Carlos di Laura | 1. Runde        |

## Damendoppel
Siegerinnen:  Hana Mandlíková und  Martina Navratilova
Finalgegnerinnen:  Mary Joe Fernández und  Pam Shriver
Endstand: 5;7, 6:4, 6:4

### Setzliste
| Nr. | Paarung                              | Erreichte Runde |
| --- | ------------------------------------ | --------------- |
| 01. | Jana Novotná Helena Suková           | Achtelfinale    |
| 02. | Laryssa Sawtschenko Natallja Swerawa | Viertelfinale   |
| 03. | Katrina Adams Zina Garrison          | Achtelfinale    |
| 04. | Patty Fendick Jill Hetherington      | 2. Runde        |
| 05. | Mary Joe Fernández Pam Shriver       | Finale          |
| 06. | Hana Mandlíková Martina Navratilova  | Sieg            |
| 07. | Gigi Fernández Robin White           | Viertelfinale   |
| 08. | Elizabeth Smylie Wendy Turnbull      | 2. Runde        |

| Nr. | Paarung                             | Erreichte Runde |
| --- | ----------------------------------- | --------------- |
| 09. | Steffi Graf Gabriela Sabatini       | Halbfinale      |
| 10. | Isabelle Demongeot Nathalie Tauziat | Achtelfinale    |
| 11. | Elise Burgin Rosalyn Fairbank       | Achtelfinale    |
| 12. | Brenda Schultz Andrea Temesvári     | 1. Runde        |
| 13. | Jenny Byrne Janine Thompson         | Viertelfinale   |
| 14. | Manon Bollegraf Mercedes Paz        | 2. Runde        |
| 15. | Beth Herr Candy Reynolds            | 1. Runde        |
| 16. | Lise Gregory Gretchen Magers        | Achtelfinale    |

## Mixed
Sieger:  Robin White und  Shelby Cannon
Finalgegner:  Meredith McGrath und  Rick Leach
Endstand: 3:6, 6:2, 7:5

### Setzliste
| Nr. | Paarung                          | Erreichte Runde |
| --- | -------------------------------- | --------------- |
| 01. | Jim Pugh Jana Novotná            | Achtelfinale    |
| 02. |                                  |                 |
| 03. | Patrick McEnroe Natallja Swerawa | Achtelfinale    |
| 04. | John Fitzgerald Elizabeth Smylie | Achtelfinale    |

| Nr. | Paarung                       | Erreichte Runde |
| --- | ----------------------------- | --------------- |
| 05. | Scott Davis Patty Fendick     | Achtelfinale    |
| 06. | Danie Visser Rosalyn Fairbank | Achtelfinale    |
| 07. | Jorge Lozano Gigi Fernández   | 1. Runde        |
| 08. | Pieter Aldrich Elna Reinach   | Halbfinale      |